# Hedvig Sophie af Slesvig-Holsten-Gottorp
Hedvig Sophie af Slesvig-Holsten-Gottorp (født 9. oktober 1705 – 4. oktober 1764) var en dansk-tysk prinsesse, der var abbedisse i Herford fra 1750 til 1764. Hun var datter af Christian August af Slesvig-Holsten-Gottorp og Albertine Frederikke af Baden-Durlach og storesøster til kong Adolf Frederik af Sverige.